# Théorème isopérimétrique
En mathématiques, et plus précisément en géométrie, un théorème isopérimétrique est une généralisation des résultats plus élémentaires d'isopérimétrie montrant par exemple que le disque est, à périmètre donné, la figure ayant la plus grande aire. Les questions traitées par cette généralisation concernent les compacts d'un espace métrique muni d'une mesure. Un exemple simple est donné par les compacts d'un plan euclidien. Les compacts concernés sont ceux de mesures finies ayant une frontière aussi de mesure finie. Dans l'exemple choisi, les compacts concernés sont ceux dont la frontière est une courbe rectifiable, c'est-à-dire essentiellement non fractale. Les mesures du compact et de sa frontière sont naturellement différentes : dans l'exemple, la mesure du compact est une aire, tandis que celle de sa courbe frontière est une longueur.
Un théorème isopérimétrique caractérise les compacts ayant la mesure la plus grande possible pour une mesure de leur frontière fixée. Dans le plan euclidien en utilisant la mesure de Lebesgue, un théorème isopérimétrique indique qu'un tel compact est un disque. En dimension 3, toujours avec une géométrie euclidienne, une autre version du théorème indique que c'est une boule. D'une manière plus générale, dans un espace euclidien de dimension n, muni de la mesure de Lebesgue, l'optimum est obtenu par une boule, ce qui donne l'inégalité isopérimétrique suivante, si K est un compact et B la boule unité :
Les théorèmes isopérimétriques sont souvent difficiles à établir. Même un cas simple, comme celui du plan euclidien muni de la mesure de Lebesgue, est relativement technique à démontrer. Une des méthodes de preuve, connue depuis la démonstration de Hurwitz en 1901, est d'utiliser un résultat d'analyse issu de la théorie des séries de Fourier : l'inégalité de Wirtinger. Le résultat reste partiel car il ne traite que des surfaces dont la frontière est une courbe de classe C1.
Les théorèmes isopérimétriques sont actuellement l'objet d'une intense recherche en mathématiques, en particulier en analyse fonctionnelle et en théorie des probabilités, à la suite de leurs liens étroits avec les phénomènes de concentration de mesure.[réf. souhaitée]

## Fragments d'histoire

### Prémices
La connaissance de théorèmes isopérimétriques est ancienne, près de 3 000 ans. Le résultat essentiel de l'époque est l'œuvre de Zénodore IIe siècle av. J.-C., qui démontre un résultat que l'on exprimerait maintenant de la manière suivante : s'il existe un polygone à n côtés de surface maximale à périmètre donné, alors il est régulier. Cette partie de l'histoire est traitée dans l'article « Isopérimétrie ». Les études des théorèmes isopérimétriques datant de l'Antiquité se fondent exclusivement sur la géométrie du triangle. Ces méthodes, assez élémentaires, ne permettent pas d'aller beaucoup plus loin. Par exemple, démontrer l'existence d'une solution est hors de portée. Il faut attendre près de 2 000 ans pour que l'étude de cette question soit enrichie à l'aide d'apports théoriques de nature différente.
Jacques Bernoulli (1654-1705) étudie la question pour répondre à des questions de mécanique statique et plus précisément s'intéresse à la forme que doit posséder une poutre pour offrir le maximum de résistance possible. La résolution d'une telle question débouche sur un théorème isopérimétrique, le demi-cercle est parfois la forme offrant la meilleure résistance. Si Bernoulli ne parvient pas à un résultat définitif, il utilise de nouveaux outils issus du calcul différentiel. Le mariage de la géométrie et de l'analyse est promis à un grand avenir, même si un théorème isopérimétrique n'est pas encore accessible.
Le XIXe siècle est celui des progrès majeurs. La première avancée est le fruit du travail de Jakob Steiner (1796-1863). Il montre que si une solution existe, elle est nécessairement unique et c'est le disque. Pour cela, il développe un outil, maintenant appelé symétrisation de Steiner et encore utilisé pour établir des théorèmes d'isopérimétrie. Son idée majeure consiste à remarquer que, si l'on coupe une solution à l'aide d'une droite en deux parties d'aires égales, il est possible de construire une nouvelle surface optimale à l'aide de la duplication d'une des deux parties. Sa démonstration est présentée dans l'article « Isopérimétrie ».

### Calcul variationnel
Pour l'obtention d'une preuve complète, au moins en dimension 2, une difficulté majeure n'est toujours pas franchie, celle de la preuve de l'existence d'une solution. Les premiers éléments de réponse proviennent de la démarche initiée par Bernoulli. Une hypothèse supplémentaire, un peu étrange, est supposée : la frontière de la surface est lisse. L'étrangeté provient du fait qu'une ondulation sur la surface a tendance à plus augmenter le périmètre que l'aire. Plus la courbe frontière est irrégulière, plus elle est loin de l'optimale, mais plus la démonstration devient difficile. Karl Weierstrass (1815-1897) formalise le calcul des variations et établit les bases de l'analyse fonctionnelle. Cette approche consiste à étudier non pas une courbe spécifique, mais un ensemble de courbes qui varient, par exemple à l'aide d'un paramètre. En faisant varier ces courbes, on montre que le cercle est l'optimum recherché. Au moins pour la dimension 2, une fois l'existence d'un optimum établi pour les surfaces à la frontière régulière, il n'est plus trop difficile de montrer le théorème général, on sait en effet approximer une courbe fermée continue par une autre continûment dérivable.
La généralisation aux dimensions supérieures est naturelle. Dans un premier temps, on suppose l'existence d'une solution au théorème et on montre que cette solution est nécessairement une sphère de dimension n. Le raisonnement est très physique, c'est celui qui détermine la forme d'une bulle de savon. L'équilibre de la bulle est le fruit de deux forces qui s'annulent : la pression due à l'air enfermé dans la bulle et la tension superficielle. Un rapide calcul de variation montre que la courbure moyenne de la sphère est nécessairement constante. En 1900, on sait que le seul compact strictement convexe de courbure moyenne constante est une sphère. Une fois encore, la démonstration de l'existence d'une solution s'avère la partie délicate. Une première démonstration en dimension 3 est l'œuvre de H. A. Schwarz en 1884,.

### Géométrie des convexes

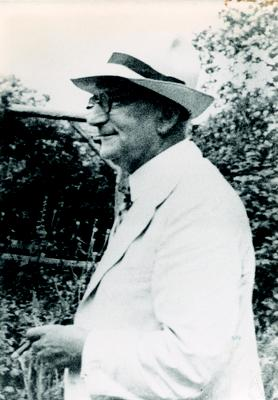
Le mathématicien danois Tommy Bonnesen (1873-1935), auteur d'une inégalité cruciale.

Si la démarche fondée sur le calcul variationnel aboutit, la généralisation à des dimensions supérieures n'est pas aisée. Une autre approche, issue de la théorie algébrique des nombres est finalement plus prometteuse. Hermann Minkowski (1864-1909) développe une approche géométrique qui l'amène à étudier le nombre de points à coordonnées entières que contiennent certains convexes, problème proche de l'isopérimétrie. La fonction qui associe à un convexe compact de ℝn, le cardinal de son intersection avec le réseau ℤn est une mesure. Le théorème de Minkowski, qui procède de cette logique, permet d'élucider de manière élégante la structure du groupe des classes d'idéaux. Une nouvelle structure géométrique est étudiée ; au lieu de considérer une géométrie euclidienne de dimension n, Minkowski étudie un ensemble dont les points sont des compacts convexes. Cet ensemble est muni d'une addition.
Felix Hausdorff (1868-1942) trouve une distance naturelle pour un espace un peu plus vaste, celui des compacts. La topologie associée à cette distance est bien adaptée. Les fonctions volume et aire, qui associent à un convexe compact sa mesure et la mesure de sa frontière, sont continues. Il en est de même pour la somme de Minkowski. Enfin, l'espace est complet ainsi que le sous-ensemble des convexes, et les polytopes y forment un ensemble dense.

En dimension 2, l'étude de la somme de Minkowski de la sphère de rayon t et de centre le vecteur nul avec un convexe compact donne l'expression polynomiale a + pt + πt2, où a désigne l'aire du convexe et p son périmètre. Démontrer le théorème isopérimétrique en dimension 2 revient à montrer que p2 est plus grand que 4πa, ce qui revient à dire que l'expression polynomiale précédente admet des racines réelles, ce que fait Minkowski. Tommy Bonnesen (de) va plus loin : en 1921, il démontre que si r est le rayon d'un cercle inscrit et R le rayon d'un cercle circonscrit, on dispose de la majoration suivante :
Autrement dit, l'égalité ne peut avoir lieu que si le convexe est un disque. Quinze ans plus tard, W. Fenchel, puis A. Aleksandrov, utilisent cette démarche, généralisée aux dimensions supérieures, pour établir le théorème isopérimétrique général, pour les géométries euclidiennes et la mesure de Lebesgue.

## Plan euclidien
Dans tout le paragraphe, S désigne une surface fermée convexe d'un plan euclidien dont l'aire, notée a, est finie et strictement positive ; le périmètre l'est aussi et est noté p.
Dans le plan euclidien, le théorème isopérimétrique prend la forme suivante :

La surface S possède une aire inférieure à celle d'un disque de périmètre p. L'égalité entre les aires n'a lieu que si S est un disque.
Ce théorème est souvent exprimé sous une forme équivalente, dite « inégalité isopérimétrique » :
Aucune hypothèse n'est nécessaire sur la nature de la surface. Cependant, si elle n'est pas suffisamment régulière, le périmètre n'est pas fini, l'inégalité ne possède alors aucun intérêt.

### Démonstrations géométriques élémentaires
En dimension 2, on dispose d'une propriété qui simplifie grandement les choses :

Si une surface S n'est pas convexe mais est d'aire et de périmètre finis, il existe une surface de périmètre strictement plus petit et d'aire strictement plus grande.
Intuitivement, ce théorème est relativement évident. Si S n'est pas convexe, son enveloppe convexe possède une aire strictement plus grande et un périmètre strictement plus petit que S. Pour cette raison, il est pertinent de ne s'intéresser qu'aux surfaces convexes. Comme l'aire et le périmètre d'un convexe, s'ils existent, sont les mêmes que ceux de son adhérence, se limiter aux convexes fermés ne réduit en rien la généralité des solutions trouvées. Enfin, comme toute surface de périmètre fini est bornée, si elle est fermée, elle est nécessairement compacte (cf. l'article « Topologie d'un espace vectoriel de dimension finie »).
L'article « Isopérimétrie » établit encore deux résultats à l'aide de la géométrie du triangle :

- Si un polygone à n sommets possède une aire maximale pour un périmètre donné, ce polygone est régulier.
- Si une surface possède une aire maximale pour un périmètre donné, alors cette surface est celle d'un disque.

La partie plus difficile à établir est l'existence de telles surfaces.

### Calcul des variations
Une première manière de simplifier la question est du supposer que la frontière est suffisamment régulière. En 1904, Hurwitz propose une démonstration particulièrement élégante, qui se fonde sur l'inégalité de Wirtinger :

Soit une courbe fermée définie par une fonction f(t) = (x(t), y(t)) périodique, continûment dérivable définissant une surface S. La majoration suivante est vérifiée, l'égalité n'ayant lieu que si la courbe définit un cercle.
{\displaystyle p^{2}\geq 4\pi a.}
Le prix à payer pour l'élégance et la simplicité est le caractère partiel de la solution. L'existence d'une solution optimale est bien démontrée, mais uniquement si la frontière est lisse. Or la frontière peut être quelconque. Évidemment, si elle n'est pas finie, la formule est vraie mais possède peu d'intérêt.

### Polygone et Steiner

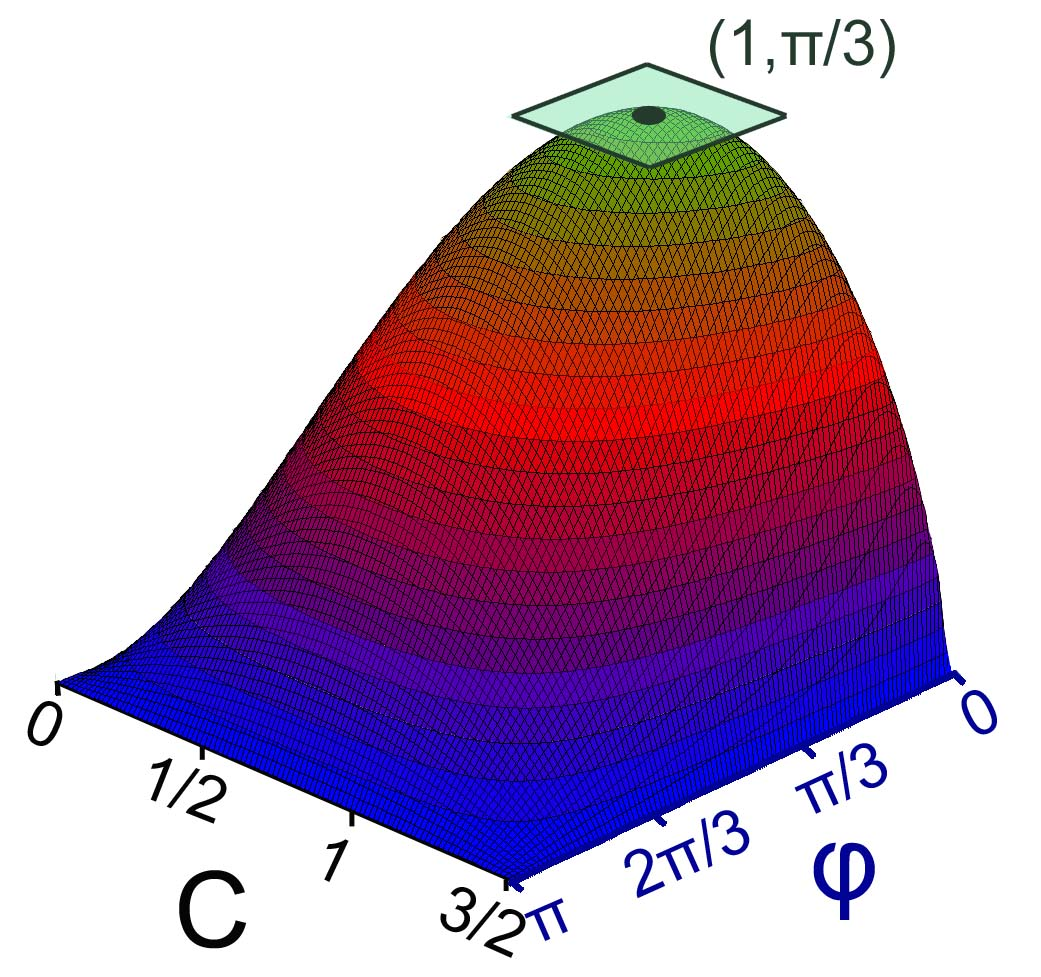
La fonction associe à un triangle de périmètre égal à 3, son aire.

Les démonstrations historiques ont toutes un « chainon manquant ». Elles montrent qu'une surface qui ne possède pas la bonne propriété : être régulier ou être un disque, n'est pas un optimum. En revanche, elle ne montre pas qu'un tel optimum existe. Une fois l'existence d'un tel optimum démontrée, on sait alors qu'il est unique et l'on connait sa géométrie. Mais la démonstration de cette existence est l'élément qui bloque les démonstrations pendant de si nombreux siècles. Elle demande une compréhension d'un aspect alors mal maitrisé de la géométrie : la topologie.
Les preuves actuelles procèdent d'une démarche encore inconnue à l'époque de Steiner. La géométrie étudiée n'est plus le plan euclidien, support de la surface étudiée, mais un univers où chaque point est une surface. Elle est illustrée sur la figure de gauche dans le cas particulier des triangles. La fonction considérée est celle qui, à un triangle de périmètre 3, associe son aire. Le triangle est représenté par deux paramètres, c la longueur d'une arête et φ l'angle entre deux arêtes dont celle de longueur c. Si l'angle est de mesure nulle ou égale à π, l'aire est nulle, il en est de même si c est égal à 0 ou à 3/2. La représentation graphique montre que le maximum est bien atteint. Dans ce cas particulier, le sommet est le triangle décrit par le couple (1, π/3).
Dans le cas des polygones à n sommets, où n est un entier supérieur à 2, la configuration est relativement simple. On identifie un polygone à un vecteur de ℝ2n. L'ensemble des polygones devient une partie d'un espace vectoriel euclidien, cette fois-ci, de dimension 2n. La topologie d'un espace euclidien dispose d'une propriété adéquate. Un théorème assure que les ensembles fermés et bornés sont compacts. La fonction, qui à un polygone associe son aire est continue. Toute fonction continue, définie sur un compact et à valeurs dans ℝ atteint ses bornes. La configuration est analogue à celle de la figure de gauche. Ce qui permet d'établir le « chainon manquant » :

Il existe un polygone à n côtés et de périmètre p qui possède une aire maximale.
Pour le cas général, une démarche analogue à la précédente ne permet pas de conclure. En se limitant aux convexes compacts, la zone qui nous intéresse est bien un fermé borné, mais la dimension de l'espace est ici infinie. Or si la dimension n'est pas finie, un théorème de Riesz montre qu'un fermé borné (comme la boule unité fermée) peut ne pas être compact. De plus, la fonction périmètre n'est plus continue, on peut approcher de plus en plus précisément un disque de rayon 1 par des carrés de plus en plus petits, l'approximation garde un périmètre égal à 8 sans s'approcher de la valeur 2π, même si elle devient excellente.
En revanche, il est possible d'approcher précisément la frontière d'un convexe compact par un polygone de périmètre plus petit et d'aire presque égale à celle du convexe. Cette propriété, et le fait d'avoir établi le théorème isopérimétrique pour les polygones, permet aisément de montrer qu'aucune surface de périmètre p ne peut posséder une aire supérieure à celle d'un disque de même périmètre. Le disque est ainsi un des optimums recherchés, et les travaux de Steiner montrent que cet optimum est unique.

Toute surface S possède une aire plus petite que celle du disque de même périmètre. L'égalité n'a lieu que si S est un disque.

### Somme de Minkowski

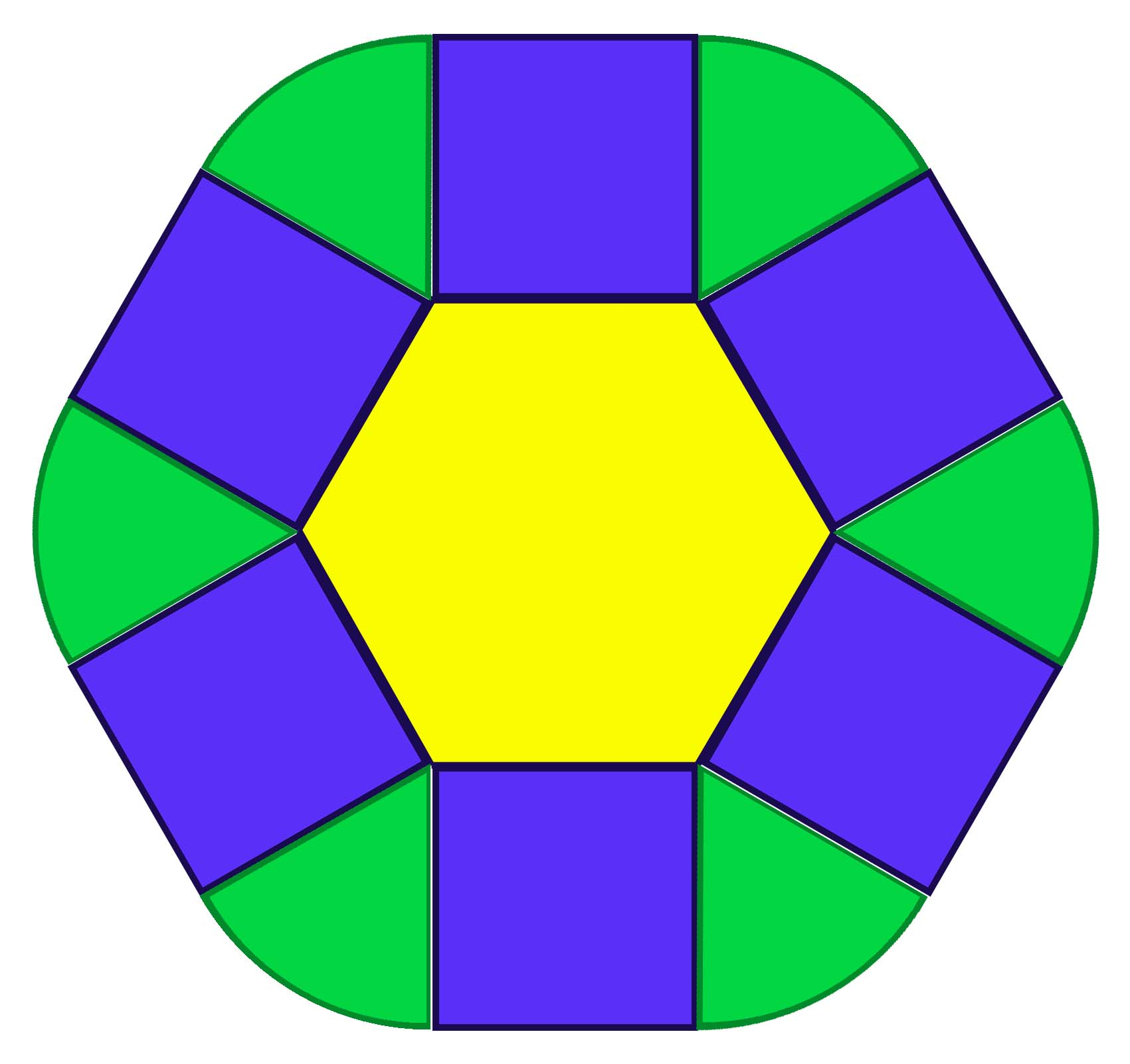
Somme de Minkowski d'un hexagone de rayon 1 et de la boule unité

On pourrait croire que les deux démonstrations précédentes closent le débat du problème isopérimétrique du plan euclidien E. Il n'en est rien. La démarche d'Hurwitz n'apporte aucune information si la frontière n'est pas suffisamment lisse. Celle présentée au dernier paragraphe se généralise mal aux dimensions supérieures. À partir de la dimension 3, il ne faut plus espérer trouver des polyèdres convexes réguliers, encore appelés solides de Platon approchant avec la précision voulue la sphère. Il n'existe que 5 solides de ce type.
Hausdorff et Minkowski développent une autre approche, fondée sur une géométrie un peu différente. Ici, le terme de géométrie désigne l'étude d'un ensemble muni d'une distance et d'une opération algébrique compatible. L'espace considéré est celui des compacts non vides, la distance celle de Hausdorff et l'opération est la somme de Minkowski, dont la compatibilité avec la distance se traduit par la continuité de l'opération. La somme de Minkowski P + Q est l'ensemble des sommes dont le premier membre est élément de P et le second de Q :
Si S désigne un convexe compact non vide et tB la boule fermée de centre le vecteur nul et de rayon t, l'aire de la somme S + tB prend la forme suivante, connue sous le nom de formule de Steiner-Minkowski :
Ici, a désigne l'aire de S et p son périmètre. Cette somme est illustrée sur la figure de gauche dans le cas d'un hexagone. La somme correspond à l'ensemble des points du plan à une distance inférieure ou égale à t de S. Appliquer à l'hexagone jaune de la figure de gauche, on peut décomposer cette somme en trois régions. La première correspond à la figure initiale S en jaune, la deuxième aux points situés sur un rectangle de côté une arête du polygone et de largeur t, correspondant aux 6 rectangles bleus. L'aire des surfaces bleues est égale à pt. Enfin, à chaque sommet est associée une portion de disque de rayon t, en vert sur la figure. L'union de ces portions de disque forme un disque complet, d'où le dernier terme de la formule. La démonstration dans le cas non polygonal est donnée dans l'article détaillé.
L'aire s'exprime comme un polynôme de degré 2, son discriminant est égal à p2 – 4πa. On reconnait là le terme de l'inégalité isopérimétrique. Démontrer le théorème revient à dire que le discriminant n'est jamais négatif, ou encore que le polynôme admet au moins une racine. Ce résultat s'obtient directement comme une conséquence de l'inégalité de Brunn-Minkowski.

### Inégalité de Bonnesen

Les opposés du rayon du cercle inscrit et du rayon du cercle circonscrit se trouvent entre les racines du polynôme.

À y regarder de près, le paragraphe précédent propose bien une méthode généralisable pour montrer l'inégalité isopérimétrique, mais elle n'indique pas comment traiter le cas de l'égalité. Plus précisément, la démonstration n'indique pas que seul le cercle est la solution, partie difficile de la démonstration qui a bloqué tant de monde depuis l'Antiquité.
Il existe bien une preuve, donnée dans l'article « Isopérimétrie » et fondée sur une symétrisation de Steiner. Elle est malcommode à généraliser en dimension quelconque. Bonnesen trouve une expression simple, en fonction d'un cercle inscrit et d'un circonscrit. Le cercle est dit inscrit dans un compact S s'il est inclus dans S et si son rayon r est maximal. Un cercle est dit circonscrit dans S s'il contient S et si son rayon R est minimal. L'inégalité de Bonnesen s'exprime de la manière suivante, si a est l'aire du compact et p son périmètre :

Ce résultat signifie que le discriminant du polynôme du second degré, qui à t associe l'aire de la surface S + tB, admet deux racines distinctes si un cercle inscrit possède un rayon strictement plus petit qu'un cercle circonscrit. Autrement dit, pour que l'égalité isopérimétrique ait lieu, il est nécessaire que les deux rayons soient égaux, ce qui ne peut arriver que pour le cercle. Un autre résultat, un peu plus fort, indique que les deux valeurs –R et –r se situent entre les deux racines, comme illustré sur la figure de droite. De la même manière, on en déduit la nécessité de l'égalité entre R et r pour atteindre l'optimal.

## Dimension supérieure

### Énoncé
Une bulle de savon est une réponse naturelle au théorème isopérimétrique en dimension 3. La tension superficielle de la bulle possède une énergie potentielle minimale si sa surface l'est. L'équilibre statique est obtenu quand la surface est minimale pour enserrer la quantité d'air enfermée dans la membrane de savon. La sphère est l'unique surface réalisant cet optimum, d'où la forme de la bulle. En dimension trois, on dispose du théorème suivant :

Soit K un compact d'un plan euclidien de dimension 3 et dont la surface est mesurable. La boule de même aire que celle de la frontière de K possède un volume plus grand que celui de K. Si v est le volume de K et s l'aire de sa surface frontière, la majoration suivante, dite « inégalité isopérimétrique », est vérifiée :
{\displaystyle 36\pi v^{2}-s^{3}\leq 0.}

De manière plus générale, si μ désigne la mesure de Lebesgue dans un espace euclidien de dimension n, μn–1 la mesure équivalente pour les sous-variétés de dimension n – 1 et si K est un compact mesurable de frontière aussi mesurable, alors :
Ici, B désigne la boule unité. Un rapide calcul permet de déduire de cette majoration les inégalités isopérimétriques pour n égal à 2 ou 3.

### Difficultés

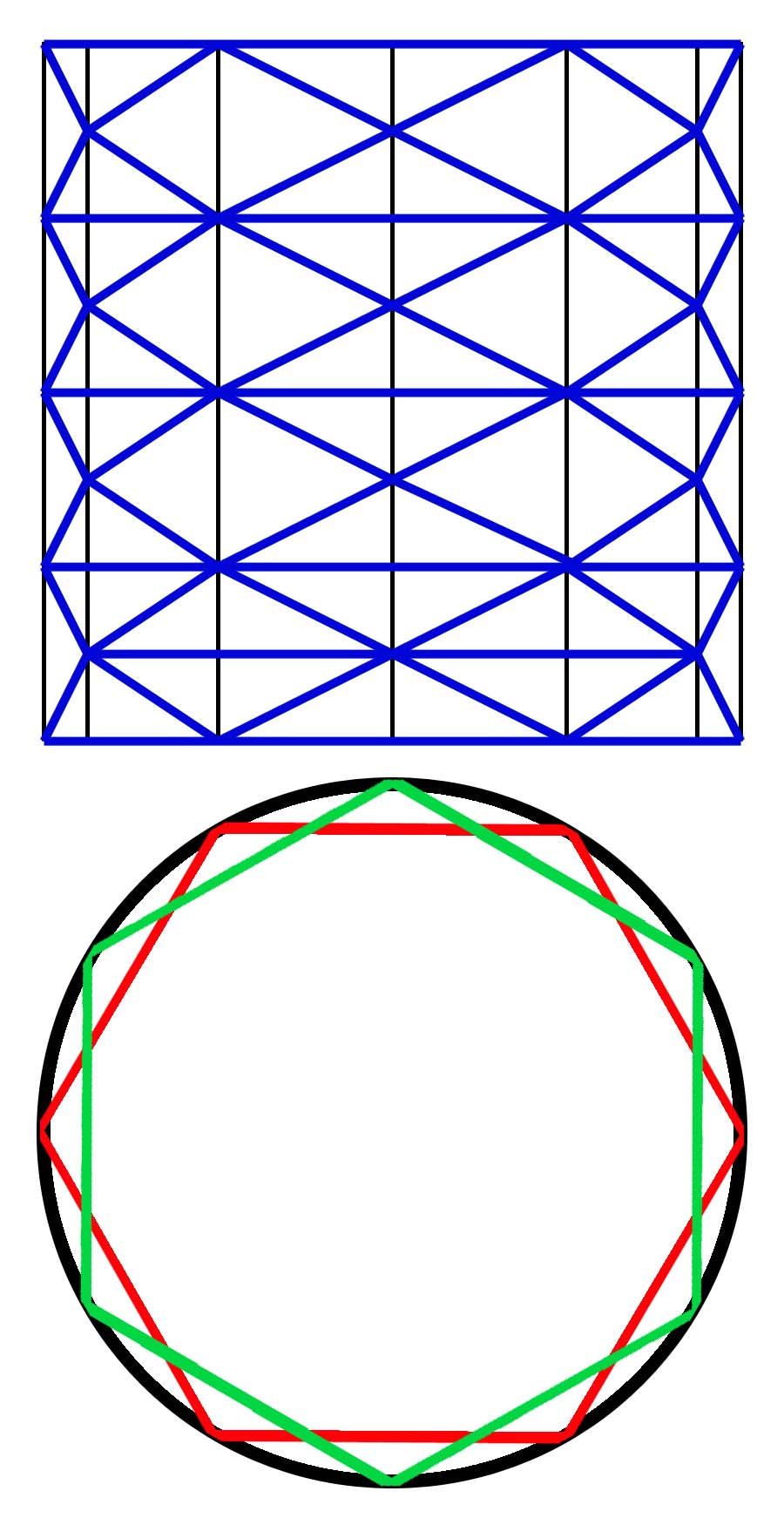
Un lampion peut posséder une surface plus grande que celle du cylindre qui le circonscrit.

Certaines démonstrations, établies en dimension 2, se généralisent aisément aux dimensions quelconques. C'est, par exemple, le cas pour la formule de Leibniz donnant l'expression d'un déterminant. Un résultat faisant appel à la topologie est très souvent beaucoup plus complexe à établir. Un exemple célèbre est celui de la conjecture de Poincaré. Si le résultat équivalent en dimension 2 est relativement simple, en dimension 3 il s'avère redoutable à démontrer. Sans atteindre des extrêmes aussi techniques, démontrer le théorème isopérimétrique pour un espace euclidien de dimension quelconque est plus ardu qu'en dimension 2.
Une première difficulté, déjà citée, provient du fait qu'il n'existe pas de suite infinie de polygones réguliers convexes à partir de la dimension 3. Cependant, un contournement est aisément imaginable.
La géométrie des convexes diffère. À partir de la dimension 3, une enveloppe convexe d'un compact n'est pas nécessairement de frontière de mesure plus petite que la mesure de la frontière du compact. Un contre exemple est donné en dimension 3 par une variété analogue à la chambre à air d'un vélo. Son enveloppe convexe contient deux disques supplémentaires, dont l'aire peut être supérieure à la moitié de l'aire de la variété qui n'est pas à la frontière de l'enveloppe convexe.
Enfin, le sens à donner à l'expression « mesure de la frontière » n'est pas aussi simple, à partir de la dimension 3, que dans le plan. Dans le plan, définir la longueur d'une courbe est aisé avec l'approche de Jordan, on considère la borne supérieure de l'ensemble des lignes polygonales sont les sommets sont ordonnés et situés sur la courbe (cf. l'article « Longueur d'un arc »). À partir de la dimension 3, cette démarche n'est plus possible : il existe des suites de polyèdres dont les points sont tous sur la surface d'une portion de cylindre située entre deux plans parallèles et dont la suite des aires diverge. Un exemple est donné sur la figure de droite. La notion de forme volume permet bien de définir une mesure (n – 1)-dimensionnelle pour la frontière du compact, elle suppose cependant que la frontière est suffisamment lisse, c'est-à-dire qu'elle définisse une variété de dimension n – 1 de classe C2.

### Contenu de Minkowski

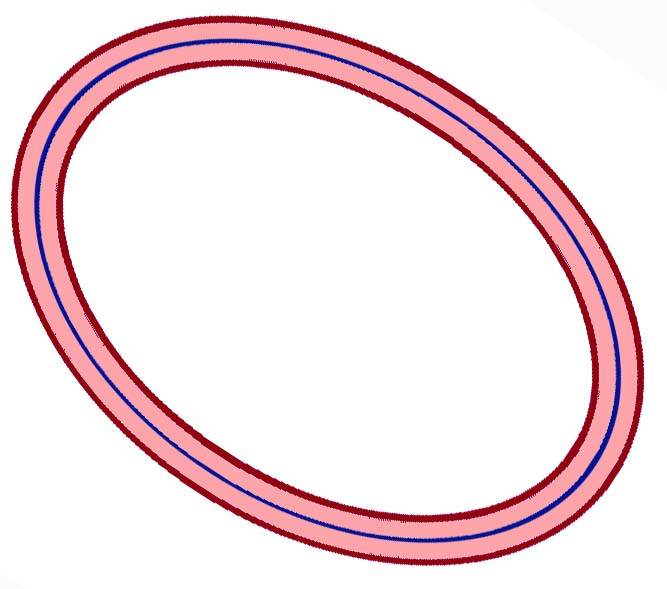
Le contenu 1-dimensionnel d'un lacet simple correspond à longueur de l'arc, au sens de Jordan.

Pour obtenir une définition générale de la mesure de la frontière du compact étudié dans un espace euclidien E de dimension n, Minkowski définit la notion de « contenu k-dimensionnel » — ici, k désigne un entier plus petit que n. Soit D un compact de E, son contenu k-dimensionnel Mn–k(D) est le suivant :
Ici, Bp désigne la boule unité d'un espace euclidien de dimension p. En toute rigueur, on devrait parler de « contenu k-dimensionnel inférieur ». La figure de droite illustre le concept pour la frontière d'un compact. La partie supérieure de la fraction définissant le contenu correspond au volume d'un tube de section un disque de rayon t si la figure est en dimension 3. Si la frontière est une variété de classe C2, le volume du tube est égal à sa longueur que multiple l'aire du disque de rayon t, si t n'est pas trop grand. Le rapport définissant le contenu est toujours égal à la longueur de la variété
Dans le cas plus général d'une variété compacte de dimension k et de classe C2, le volume du tube s'exprime comme un polynôme de degré n – k dont le terme de plus petit degré est égal à la mesure de la variété. La mesure est alors définie à l'aide de la forme volume canonique. Ce résultat se conçoit bien intuitivement, l'intersection du tube en un point de la variété par l'espace affine orthogonal à la variété en ce point est une boule de dimension n – k et de rayon t. En première approximation, le volume du tube est le produit de la mesure de cette boule par celle de la variété.

### Égalité isopérimétrique pour la boule
Le choix du contenu de Minkowski pour mesurer la frontière du compact considéré est pertinent. On peut s'en rendre compte par l'étude de l'égalité isopérimétrique dans le cas d'une boule rB de rayon r d'un espace euclidien E de dimension n. Sa mesure est égale à :
Si la surface est désignée par la lettre S, on a :
La deuxième égalité indique que le tube engendré par la surface Sn–1 est composé des points de la boule de rayon r + t qui ne sont pas éléments de la boule r – t. Ce volume se calcule aisément :
On en déduit :
ce qui est bien l'égalité isopérimétrique.

### Inégalité de Brunn-Minkowski
L'inégalité de Brunn-Minkowski permet aisément de démontrer l'inégalité isopérimétrique, dans le cas d'un compact non vide K. Appliquée à K et à tB, on obtient :
Autrement dit :
Il suffit de remarquer que le terme de gauche admet pour limite inférieure le contenu (n – 1)-dimensionnel de la frontière de K. Ce résultat est connu sous le nom de formule de Steiner-Minkowski. On obtient :
ce qui correspond bien à l'inégalité isopérimétrique. Aucune hypothèse n'a été faite sur la nature du compact K.

### Inégalité d'Alexandrov-Fenchel
La démonstration est à la fois simple et rapide, mais il manque l'unicité de la solution. Des hypothèses supplémentaires permettent une démonstration plus simple de cette unicité. Le cas général ne peut s'exprimer aisément ; pour s'en rendre compte, il suffit de considérer une boule dans laquelle on plante une aiguille infiniment fine. Il existe deux cas où le théorème isopérimétrique s'exprime aisément. Dans le cas des convexes compacts, ou dans le cas des variétés à bord de classe C2, l'unicité de l'optimum se démontre à l'aide de l'inégalité d'Alexandrov-Fenchel.